# Велоспорт на летних Олимпийских играх 1908 — спринт
Соревнования по велоспорту на треке в спринте среди мужчин на летних Олимпийских играх 1908 прошли 16 июля. Приняли участие 40 спортсменов из девяти стран. Временной лимит на гонки составлял 1 минуту и 45 секунд.

## Призёры
| Золото | Серебро | Бронза |
| —      |         |        |

## Соревнование

### Первый раунд
| Место | Спортсмены                  | Результат  |
| ----- | --------------------------- | ---------- |
| 1     | Виктор Джонсон (GBR)        | 1:33,8     |
| 2     | Герард ван Дракештайн (NED) | Неизвестен |
| 3     | Гульельмо Малатеста (ITA)   | Неизвестен |

| Место | Спортсмены          | Результат  |
| ----- | ------------------- | ---------- |
| 1     | Флорис Вентер (RSA) | 1:33,2     |
| 2     | Андре Пулен (GBR)   | Неизвестен |
| 3     | Джон Мэттьюс (GBR)  | Неизвестен |

| Место | Спортсмены          | Результат  |
| ----- | ------------------- | ---------- |
| 1     | Морис Шиль (FRA)    | 1:38,4     |
| 2     | Эндрю Ханссон (SWE) | Неизвестен |

| Место | Спортсмены               | Результат  |
| ----- | ------------------------ | ---------- |
| 1     | Дэниел Флинн (GBR)       | 1:30,2     |
| 2     | Пьер Сегино (FRA)        | Неизвестен |
| 3     | Пауль Шульце (GER)       | Неизвестен |
| 4     | Фредерик Мак-Карти (CAN) | Неизвестен |

| Место | Спортсмены          | Результат  |
| ----- | ------------------- | ---------- |
| 1     | Эрнст Пэйн (GBR)    | 1:32,0     |
| 2     | Дорус Нийланд (NED) | Неизвестен |

| Место | Спортсмены                 | Результат              |
| ----- | -------------------------- | ---------------------- |
| —     | Герман Мартенс (GER)       | Превышен лимит времени |
| —     | Вилли Мэги (GBR)           | Превышен лимит времени |
| —     | Йоханнес ван Шпенген (NED) | Превышен лимит времени |

| Место | Спортсмены         | Результат  |
| ----- | ------------------ | ---------- |
| 1     | Карл Ноймер (GER)  | 1:33,2     |
| 2     | Р. Виллепонт (FRA) | Неизвестен |
| 3     | Уильям Бэйли (GBR) | Неизвестен |

| Место | Спортсмены            | Результат  |
| ----- | --------------------- | ---------- |
| 1     | Джордж Кэмерон (USA)  | 1:29,4     |
| 2     | Филипус Фрилинк (RSA) | Неизвестен |
| 3     | Герберт Краутер (GBR) | Неизвестен |
| 4     | Г. Дрейфус (FRA)      | Неизвестен |

| Место | Спортсмены            | Результат  |
| ----- | --------------------- | ---------- |
| 1     | Эмиль Деманжель (FRA) | 1:35,2     |
| 2     | Уильям Мортон (CAN)   | Неизвестен |

| Место | Спортсмены       | Результат |
| ----- | ---------------- | --------- |
| 1     | Андре Офре (FRA) | 1:23,6    |

| Место | Спортсмены                | Результат |
| ----- | ------------------------- | --------- |
| 1     | Гульельмо Морисетти (ITA) | 1:21,4    |

| Место | Спортсмены            | Результат  |
| ----- | --------------------- | ---------- |
| 1     | Бенджамин Джонс (GBR) | 1:35,0     |
| 2     | Эмиль Марешаль (FRA)  | Неизвестен |
| 3     | Бруно Гётце (GER)     | Неизвестен |

| Место | Спортсмены           | Результат  |
| ----- | -------------------- | ---------- |
| 1     | Пьер Тексье (FRA)    | 1:31,0     |
| 2     | Джордж Саммерс (GBR) | Неизвестен |
| 3     | Луис Вайнтц (USA)    | Неизвестен |

| Место | Спортсмены           | Результат  |
| ----- | -------------------- | ---------- |
| 1     | Дж. Лэйвери (GBR)    | 1:41,0     |
| 3     | Антони Герритс (NED) | Неизвестен |

| Место | Спортсмены              | Результат  |
| ----- | ----------------------- | ---------- |
| 1     | Кларенс Кингсбёри (GBR) | 1:27,4     |
| 3     | Гастон Деляфан (FRA)    | Неизвестен |

| Место | Спортсмены        | Результат              |
| ----- | ----------------- | ---------------------- |
| —     | Жорж Перрин (FRA) | Превышен лимит времени |
| —     | Ф. Шоур (RSA)     | Превышен лимит времени |

### Полуфинал
| Место | Спортсмены           | Результат  |
| ----- | -------------------- | ---------- |
| 1     | Виктор Джонсон (GBR) | 1:27,4     |
| 2     | Карл Ноймер (GER)    | Неизвестен |
| 3     | Флорис Вентер (RSA)  | Неизвестен |
| 4     | Пьер Тексье (FRA)    | Неизвестен |

| Место | Спортсмены           | Результат  |
| ----- | -------------------- | ---------- |
| 1     | Морис Шиль (FRA)     | 1:38,8     |
| 2-4   | Джордж Кэмерон (USA) | Неизвестен |
| 2-4   | Эрнст Пэйн (GBR)     | Неизвестен |
| 2-4   | Дэниел Флинн (GBR)   | Неизвестен |

| Место | Спортсмены            | Результат  |
| ----- | --------------------- | ---------- |
| 1     | Бенджамин Джонс (GBR) | 1:40,8     |
| 2     | Эмиль Деманжель (FRA) | Неизвестен |
| 3     | Дж. Лэйвери (GBR)     | Неизвестен |

| Место | Спортсмены                | Результат  |
| ----- | ------------------------- | ---------- |
| 1     | Кларенс Кингсбёри (GBR)   | 1:40,8     |
| 2     | Гульельмо Морисетти (ITA) | Неизвестен |
| 3     | Андре Офре (FRA)          | Неизвестен |

### Финал
| Место | Спортсмены              | Результат              |
| ----- | ----------------------- | ---------------------- |
| —     | Бенджамин Джонс (GBR)   | Превышен лимит времени |
| —     | Виктор Джонсон (GBR)    | Превышен лимит времени |
| —     | Кларенс Кингсбёри (GBR) | Превышен лимит времени |
| —     | Морис Шиль (FRA)        | Превышен лимит времени |